# Anaperus rubellus
Anaperus rubellus is een soort uit de familie Anaperidae, die behoort tot de onderstam Acoelomorpha. Een kenmerkende eigenschap van de worm is dat hij tweeslachtig is, maar geen gonaden heeft. In plaats daarvan plant hij zich voort door middel van gameten, die hij produceert uit mesenchym. Verder heeft de worm geen darmen. 
De worm leeft in zee, tussen sedimentair gesteente. Anaperus rubellus werd in 1945 voor het eerst wetenschappelijk beschreven door Westblad. 